# Barbara Kent
Barbara Kent (Gadsby, 16 december 1907 – Palm Desert, 13 oktober 2011) was een Canadees actrice die faam opdeed door haar optredens in Amerikaanse stomme films. Na het overlijden van Miriam Seegar was zij de enige nog levende actrice in de wereld die het stommefilmtijdperk als volwassene meegemaakt had.

## Biografie
Kent is geboren als Barbara Cloutman in Gadsby (Alberta), als dochter van Jullion Curtis en Lily Louise (Kent) Cloutman. Op 21-jarige leeftijd won ze de Miss Hollywood Pageant in 1929. Ze begon haar carrière als Hollywoodactrice in datzelfde jaar, met een kleine rol voor Universal Studios. In de daaropvolgende jaren verkreeg ze meer faam, met tegenspelers als Reginald Denny en Greta Garbo.
In 1927 verscheen ze in de film No Man's Law als naaktzwemmende vrouw, of althans zo werd gedacht. Ze bleek echter een zwempak aan te hebben in de kleur van haar huid. Dit veroorzaakte veel ophef, aangezien zulke acties erg provocerend waren in deze tijd. De film bleek echter wel een succes te zijn en leidde tot een WAMPAS Baby Stars-nominatie voor Kent in 1927. In 1929 maakte ze de overgang naar de geluidsfilm door haar rol in de komedie Welcome Danger, met Harold Lloyd als tegenspeler. Vooral haar rol in de film Oliver Twist bracht haar veel roem.
In 1934 trouwde ze met filmproducent Harry E. Edington. Dit leidde tot een hiaat van één jaar. Toen ze terugkwam, was haar populariteit flink gedaald en ze was niet in staat om die terug te winnen. Haar laatste film werd gemaakt in 1935.
Als gevolg van de dood van haar man in 1949 verhuisde Kent naar Sun Valley (Idaho) en ten slotte Palm Desert. Vanaf dat moment weigerde ze nog met de pers te praten.
Ze overleed uiteindelijk op 103-jarige leeftijd.

## Filmografie
- Flesh and the Devil (1926)
- Prowlers of the Night (1926)
- The Lone Eagle (1927)
- No Man's Law (1927)
- The Small Bachelor (1927)
- The Drop Kick (1927)
- Modern Mothers (1928)
- Stop That Man (1928)
- That's My Daddy (1928)
- Lonesome (1928)
- Welcome Danger (1929)
- The Shakedown (1929)
- Night Ride (1930)
- Dumbbells in Ermine (1930)
- Feet First (1930)
- What Men Want (1930)
- Freighters of Destiny (1931)
- Chinatown After Dark (1931)
- Grief Street (1931)
- Indiscreet (1931)
- Self Defense (1932)
- Pride of the Legion (1932)
- No Living Witness (1932)
- Beauty Parlor (1932)
- Vanity Fair (1932)
- Marriage on Approval (1933)
- Her Forgotten Past (1933)
- Oliver Twist (1933)
- Reckless Decision (1933)
- Swellhead (1935)
- Guard That Girl (1935)